# Grubenfeld Pyrolusit
Das Grubenfeld Pyrolusit war ein Grubenfeld bei Waldgirmes (Gemeinde Lahnau) im Lahn-Dill-Kreis. Das Grubenfeld lag zwischen Waldgirmes und Bieber in einem Waldgebiet südlich des Hof Haina.

## Geschichte
Das 243.248 Quadradlachter (ca. 800.000 m²) große Grubenfeld wurde nach einer Mutung vom 6. September 1856 dem Obersteiger Christian Pfeiffer zu Wetzlar am 21. Mai 1870 auf Manganerz verliehen.
Ab 1910 wurde es zum Teilbetrieb der Konsolidierten Grube Morgenstern.
Ein Abbau in der Zeit zwischen 1870 und 1910 ist nicht bekannt.